# Albert Klütsch
Albert Klütsch (né le 7 juin 1944 à Wesseling) est un homme politique allemand et membre du Landtag de Rhénanie-du-Nord-Westphalie pour le SPD.

## Biographie
Après l'école élémentaire de Kerpen-Sindorf et le lycée de Bad Münstereifel avec le dernier Abitur à l'Oberrealschule de Landsberg am Lech, il étudie après le service militaire, qu'il termine en tant que lieutenant avec un bataillon de parachutistes, à partir de 1965 le droit et la science politique à Bonn et Munich. Après avoir terminé son stage, il est juge aux tribunaux du travail de Bonn, Siegburg et Cologne. Klütsch est admis au barreau depuis 1981 et en tant qu'avocat spécialisé en droit du travail de 1986 à 2012. En plus de son travail d'avocat, il travaille comme acteur et conférencier depuis 2004 - après trois ans de formation.
Il est membre du SPD de 1969 à 2012. Il est actif dans de nombreux comités du parti, par exemple en tant que président du sous-district de Juso et membre du comité exécutif du sous-district du SPD Erftkreis, du comité exécutif d'État et fédéral de l'ASJ - groupe de travail d'avocats sociaux-démocrates. De 2004 à 2016, Klütsch est président de la fondation «Travail social» de l'Arbeiterwohlfahrt Regionalverband Rhein-Erft & Euskirchen.

## Parlementaire
Du 29 mai 1980 jusqu'au 30 mai 1990 Klütsch est membre du Landtag de Rhénanie-du-Nord-Westphalie. Il est élu dans la 11e circonscription Erftkreis III-Euskirchen I. Ses activités parlementaires sont principalement axées sur la politique intérieure et juridique. Pendant de nombreuses années, il est le porte-parole de la politique juridique de son groupe. Sous son initiative, la première loi d'application de la loi est créée en Rhénanie du Nord-Westphalie. En Allemagne, il est considéré comme le père de la loi sur la liberté de l'information, dont il  présente le projet en Rhénanie-du-Nord-Westphalie en 1986.

Il est membre du conseil municipal de Wesseling de 1976 à 1979 et du conseil de l'arrondissement de Rhin-Erft de 1976 à 1989.
- VIAF
- GND